# Charlie Chan at the Circus
Pour plus de détails, voir Fiche technique et Distribution.
Charlie Chan at the Circus est un film américain réalisé par Harry Lachman, sorti en 1936.
Pour la onzième fois, l'acteur Warner Oland incarne à l'écran le détective sino-américain Charlie Chan.

## Synopsis
Charlie Chan se rend à la représentation donnée par un cirque avec son épouse et leurs douze enfants. Le codirecteur du cirque lui fait part de lettres de menaces qu’il a reçues mais, avant que Charlie Chan puisse en apprendre davantage, l’homme est assassiné. Le détective découvre que beaucoup de personnes du cirque avaient des raisons d'en vouloir au codirecteur.

## Fiche technique
- Titre original : Charlie Chan at the Circus
- Réalisation : Harry Lachman
- Scénario : Robert Ellis et Helen Logan, d'après l'œuvre d'Earl Derr Biggers
- Direction artistique : Duncan Cramer (en)
- Costumes : William Lambert
- Photographie : Daniel B. Clark
- Montage : Alex Troffey
- Société de production : Fox Film Corporation
- Pays d'origine :  États-Unis
- Langue : anglais
- Format : Noir et blanc - 1.37:1 - Mono - 35 mm
- Genre : Film policier
- Durée : 72 minutes
- Date de sortie :
  - États-Unis : 27 mars 1936

## Distribution
- Warner Oland (VF : Rognoni) : Charlie Chan
- Keye Luke (VF : Henri Charrett) : Lee Chan
- George Brasno : Tim
- Olive Brasno : Tiny
- Francis Ford : John Gaines
- Maxime Reiner : Marie Norman
- John McGuire : Hal Blake
- Shirley Deane : Louise Norman
- Paul Stanton : Joe Kinney
- J. Carrol Naish : Tom Holt
- Boothe Howard : Dan Farrell
- Drue Leyton : Nellie Farrell
- Wade Boteler : Lieutenant Macy
- Shia Jung : Su Toy